# Güngören
Güngören és un petit districte industrial d'Istanbul, Turquia.

## Història
L'origen del districte es remunta a un petit poble anomenat Vidos. Es tractava d'una zona rural en la qual es van assentar nombrosos immigrants originaris d'Anatòlia en els anys 1950. Posteriorment es va construir la carretera principal cap a l'oest, al voltant de la qual es van construir cases, moltes d'elles il·legals. En l'actualitat, resulta difícil distingir-lo dels districtes limítrofs de la zona industrial, al nord de l'autopista E5, àrees com Merter o les zones més pobres de Bahçelievler.

## Güngören en l'actualitat
Els barris dedicats a habitatges són més antics i amb un millor desenvolupament que altres districtes que es van crear en els anys 1980, com Esenler o Bağcılar. Amb tot i això, els carrers són estrets i els edificis tenen sis o set pisos. Per bé que les edificacions estan més ben conservades i existeixen més botigues que en altres barris, el nivell de vida és baix.

## Divisió administrativa

### Mahalleler
Akıncılar  ·  Abdurrahman Nafiz Gürman  ·  Gençosman  ·  Güneştepe  ·  Güven  ·  Haznedar  ·  Mareşal Fevzi Çakmak  ·  Mehmet Nezih Özmen  ·  Merkez  ·  Sanayi  ·  Tozkoparan

### Barris
Merter